# Villa Haniel (Dresden)

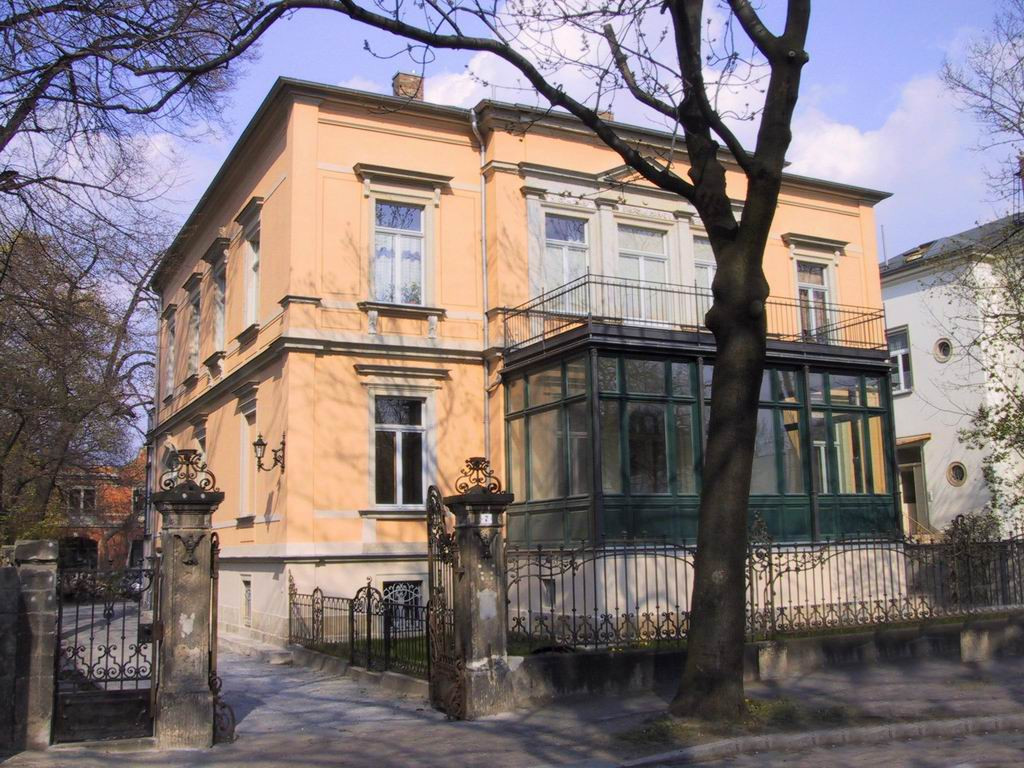
Straßenansicht der Villa Haniel

Die Villa Haniel ist ein großbürgerliches Wohnhaus in Dresden, Leubnitzer Straße 7 in der Südvorstadt.
Die Villa Haniel gehört zu den wenigen in Dresden erhaltenen Villen der Semper-Nicolai-Schule. Bedeutend ist insbesondere die hochwertige, zu großen Teilen original erhaltene Innenausstattung. Das Gebäude steht als Einzeldenkmal unter Denkmalschutz.

## Planung und Bau
Die Villa Haniel wurde 1868 nach einem Entwurf des Architekten Edmund Hanefeldt im Zuge der Bebauung des Schweizer Viertels der Dresdner Südvorstadt errichtet. Der Entwurf Hanefeldts zeigt einen der Schule um die Dresden prägenden Architekten Gottfried Semper und Hermann Nicolai (Semper-Nicolai-Schule) verhafteten typischen Villengrundriss mit 5:3 Achsen, zwei Vollgeschossen über einem Souterraingeschoss und einem flach geneigten Walmdach. Die Raumfolge ist noch auf den zentralen Mittelraum ausgerichtet, der bei der Villa Haniel jedoch auf einen kleinen „Vorsaal“ reduziert und nicht mehr über beide Hauptgeschosse geführt ist. Die Fassade zeigt eine schlichte, strenghistoristische Gestaltung in den Formen der Neorenaissance.
1901 wurde die Villa für die ehemalige Hofopernsängerin Anna Sophie Haniel umgebaut und erweitert. Aus dieser Zeit stammt der Neubau einer Remise und eine opulente Innenausstattung im Stil des Neobarock. Wegen eines eigenen Musiksaales wurde dazu das Treppenhaus versetzt: Die Treppe selbst besteht aus einer elegant geschwungenen eisernen Tragkonstruktion mit weißen Marmorstufen und sehr kunstvoll geschmiedetem Geländer. Die Wände des Treppenhauses sind ganz mit Marmor und vielfarbigem Stucco lustro ausgekleidet, was an einen Aufgang in der Semperoper erinnern soll. Dazu wurde eine Fernheizung eingebaut und eine mit Wasserkraft betriebene Entlüftung der Küche. Auch ein römisches Bad ließ sich Anna Sophie Haniel errichten.
Während die ursprüngliche Innenausstattung von 1868 bei diesem Umbau zum größten Teil überformt wurde, hat sich Architekt Oscar Prüfer außen eng an die historistische Gestaltung gehalten. Nur gartenseitig wurde die Fassade durch eiserne Wintergärten und einen großen, heute verlorenen Baldachin neu gestaltet.
1933 wurde die Villa mit ihren zwei Vollgeschossen, dem ausgebauten Dachgeschoss und dem Souterrain in Etagenwohnungen aufgeteilt. Die Luftangriffe auf Dresden 1945 überstand die Villa relativ unbeschadet, mutige Bewohner sollen, so die Erinnerung, während dieser sogar eine nicht gezündete Brandbombe entsorgt haben.
Zu DDR-Zeiten verkam die Villa, vieles von der Innenausstattung verschwand hinter Mauern, wurde überstrichen oder schlicht zerstört. Gleichwohl blieb – verborgen – ein erheblicher Teil der Fassung von 1901 erhalten und konnte wieder hergestellt werden.
Die Sanierung konnte im Wesentlichen 2004 abgeschlossen werden. Große Teile der historischen Innenausstattung, darunter hochwertige Arbeiten in Marmor- und Stuckmarmor, Wand- und Deckenstuck mit originaler Farbfassung, Deckengemälde und hochwertige Holzillusionsmalereien sind wiederhergestellt oder rekonstruiert worden. Besucher erinnern sich allerdings noch an Gobelins, deren Vorhandensein bzw. Verbleib 2014 jedenfalls unbekannt ist bzw. war. 2014 beherbergte die Villa vier Ferien- und drei Gästewohnungen.

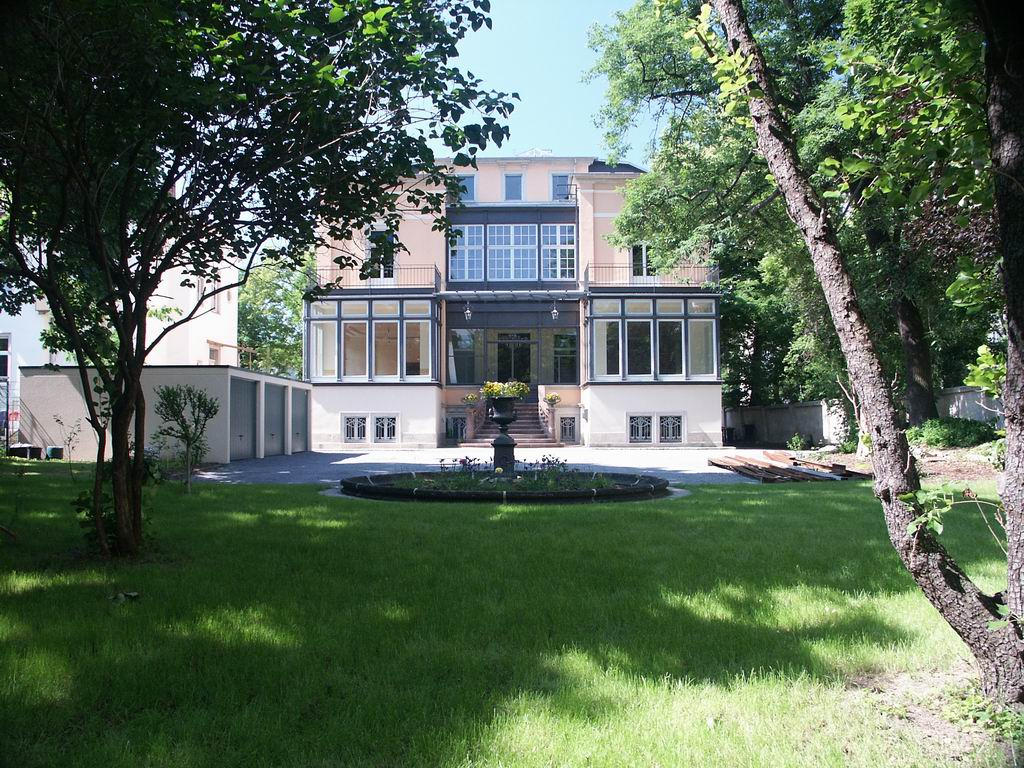
Gartenansicht der Villa Haniel
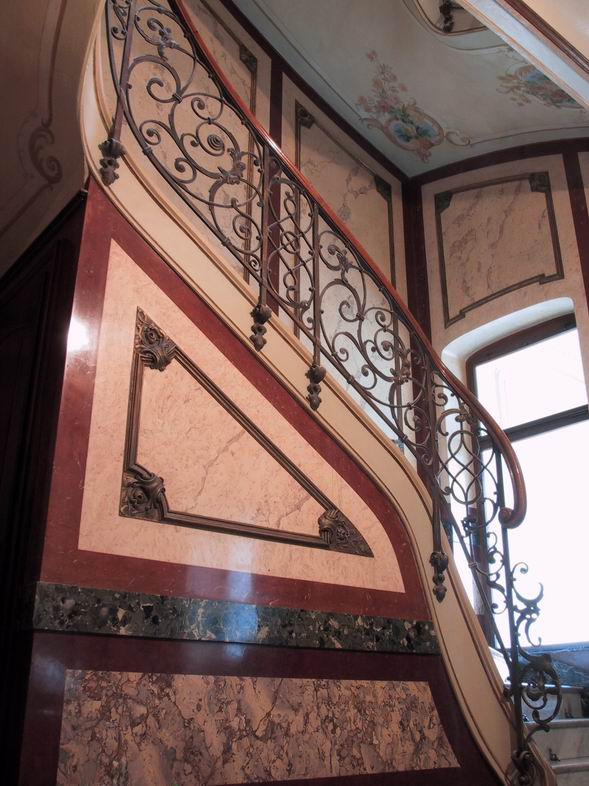
Treppenhaus in der Villa Haniel
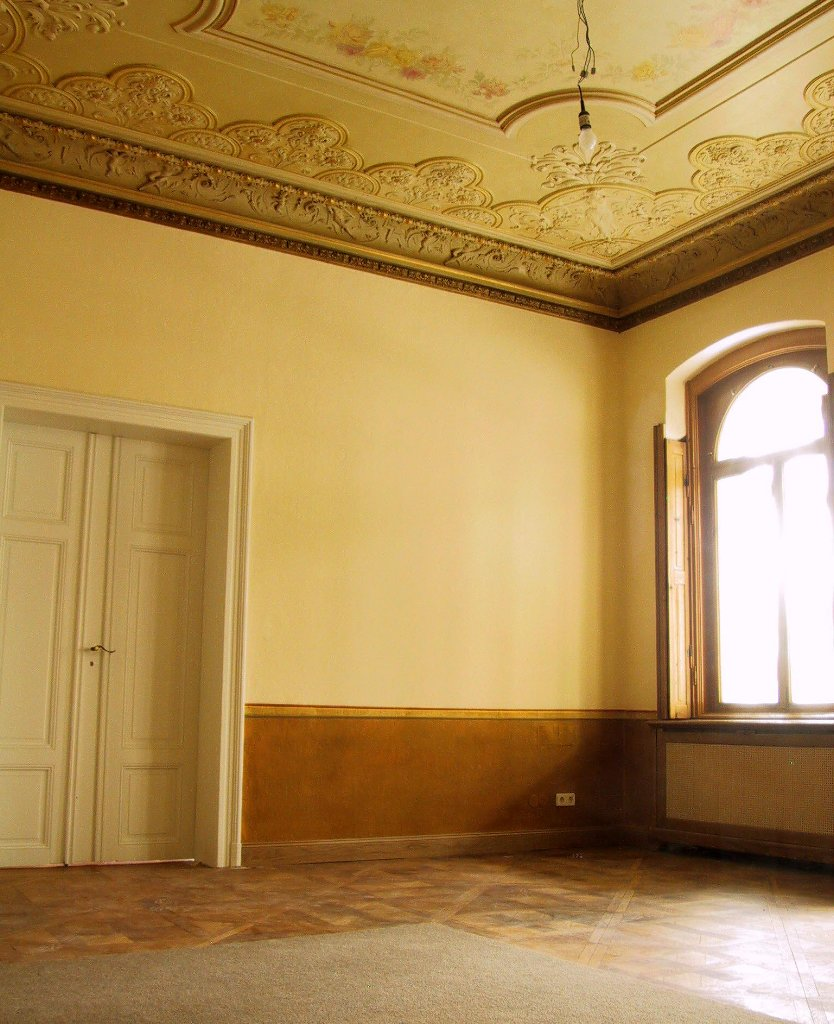
Salon der Villa Haniel
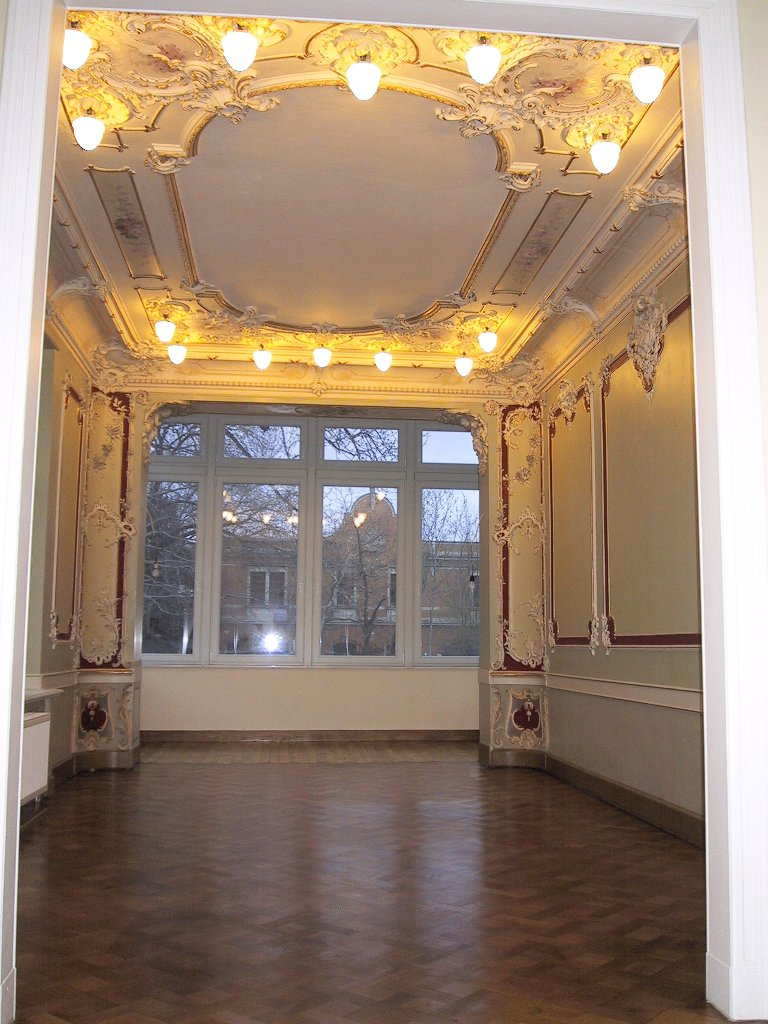
Musiksaal der Villa Haniel

## Eigentümerschaft
Bauherr der Villa war C. A. Ihlenburg, Kaufmann aus Dresden. Nach wechselnden Eigentümern, zu denen auch der Statiker Christian Otto Mohr gehörte, war die Villa 1890 bis 1930 im Besitz der Unternehmerfamilie Haniel. 1896 starb allerdings der Erwerber Hugo Charles Haniel und hinterließ neben seinem Industrievermögen auch die Villa seiner Witwe Anna Sophie Haniel, die um einige Jahre älter als er war. Sie ließ die Villa 1901 umbauen und verließ sie 1922.
Die Villa selbst wurde 1983 enteignet, ab 1996 stand das Haus endgültig leer. 2001 erwarb Peter Renatus Vogel die Villa mit dem dazugehörigen 2500 m² großen Grundstück. Wegen dieser langwierigen Restitutionsverfahren konnte erst er mit der Sanierung beginnen.